# Лука (Вармінсько-Мазурське воєводство)
Лука (пол. Łuka, нім. Lucka) — село в Польщі, у гміні Розоги Щиценського повіту Вармінсько-Мазурського воєводства.
Населення — 171 особа (2011).

## Демографія
Демографічна структура станом на 31 березня 2011 року:
|          | Загалом | Допрацездатний вік | Працездатний вік | Постпрацездатний вік |
| -------- | ------- | ------------------ | ---------------- | -------------------- |
| Чоловіки | 102     | 31                 | 63               | 8                    |
| Жінки    | 69      | 19                 | 39               | 11                   |
| Разом    | 171     | 50                 | 102              | 19                   |